# Чжан Го-ли
Чжан Го-ли (кит. трад. 張國立, палл. Чжан Голи, англ. Chang Kuo-li; род. 26 мая 1955, Тайбэй) — тайваньский писатель, автор детективных романов. Окончил факультет восточных языков и литературы Католического университета Фужэнь в 1978 году, владеет многими языками, изучает историю военного дела, спорта, интересуется разработками современных видов вооружений. Публикует авторские путеводители по Японии, Италии и Франции (в соавторстве с супругой).
Удостаивался различных литературных премий на Тайване. Получил гран-при Премии популярной литературы тайваньского издательства Хуангуань (Crown Popular Fiction Award).
Работал генеральным директором и главным редактором выходящего в Тайбэе журнала The Times Weekly (кит. 時報周刊) (с 29 мая 1996 по 31 мая 2009). Женат на Чжао Вэй, бывшей ведущей информационных телепрограмм и соавтором его книг.